# Zvon želja
Zvon želja je ena od treh povesti zbirke Čarobni jantar Bogdana Novaka, ki je izšla leta 1998 v založbi Viharnik, ilustrirala pa jo je Maja Črepinšek.

## Analiza
Motivno tematsko avtor obravnava zgodovino Blejskega gradu in cerkve na otoku z zvonom želja, preko glavnih literarnih junakov Laure in Marka. Otroka radovednost in želja po raziskovanju pripelje do Blejskega gradu, skozi katerega zgodovino ju popelje Ivan Stopar, strokovnjak za slovenske gradove. Vsi trije se ob pomoči čarobnega jantarja vrnejo tisoč dvesto let v zgodovino, kjer se srečajo z zgodovinskimi osebami Staroslavom, Bogomilo, Črtomirom in neimenovanim človekom, ki Črtomira posvari pred nasprotniki. Poleg omenjenih so stranski literarni liki še starši otrok, turisti in pletnar.
Dogajalni prostor sta znameniti turistični točki Blejski grad in otok na Blejskem jezeru. Avtor je zgodbo postavil v sodobni čas, ko Bled obiskujejo turisti, vmes pa se prestavi globoko v zgodovino, tisoč dvesto let nazaj.